# Capojale
Capojale è una frazione del comune di Cagnano Varano, nel Gargano, in Provincia di Foggia.

## Geografia fisica
Il territorio di Capojale si sviluppa attorno al canale omonimo che collega il Lago di Varano al Mare Adriatico.
Costituisce il punto estremo dell'Isola di Varano, che termina con il canale di Foce Varano nella località omonima, nel territorio di Cagnano Varano.
Prima della costruzione del canale, nella zona scorreva la Focecchia, un piccolo corso d'acqua.
Nel territorio di Capojale ricade parte della riserva naturale nazionale dell'Isola di Varano.

## Storia
La presenza dell'uomo in questi luoghi risale all'epoca campignana. Resti di una fattoria e di tombe romane sono stati ritrovati sulla riva occidentale del canale.
Nel XII secolo le fonti documentano l'esistenza del Porto di Sant'Andrea

## Infrastrutture e trasporti

### Strade
Capojale è raggiungibile da:
- Garganica (San Severo - Foggia)
- SP 46bis (Cagnano Varano - Lago di Varano - SS 89

### Porti
Il porto di Capojale è costituito dal prolungamento del canale di Capojale, che collega il Lago di Varano con il Mare Adriatico.
Tale prolungamento è costituito da due moli lunghi rispettivamente 950m e 600m. Il molo di Levante risulta internamente banchinato.
I fondali sono variabili da 1 a 2 metri e sono soggetti a interrimento.
L'approdo è frequentato da pescherecci e imbarcazioni similari.

### Web
- Pagine Azzurre Online, Foce del Capoiale, su pagineazzurre.com.
- PostoBarca.net, 15-7-2012 [collegamento interrotto], su postobarca.net.